# Умбарака
Умбарака – нафтове родовище на північному заході Єгипту, за дев’ять десятків кілометрів на південний захід від міста Мерса-Матрух. Належить до нафтогазоносного басейну Шушан.

## Відкриття родовища
Умбарака виявили у 1968 році, що стало другим випадком відкриття родовища вуглеводнів у Західній пустелі Єгипту (після виявленого за два роки до того родовища Аламейн). Споруджена на Умбарака розвідувальна свердловина показала на тестуванні приплив нафти в обсязі 2088 барелів на добу із глибини у 3260 метрів.
Основні запаси родовища виявились пов’язаними із пісковиками ранньокрейдової формації Алам-Ель-Буейб, горизонти  D5, D3, D1, C3 та C2 (верхня частина готерівського ярусу), які залягають на глибинах від 3078 до 3368 метрів. Крім того, на глибині 3627 метрів виявили поклад у палеозойських пісковиках, а вище від Алам-Ель-Буейб – у пізньокрейдовій формації Бахарія (сеноман).

## Учасники проєкту
Родовище відкрили на ділянці, стосовно якої уклали концесійну угоду із американською компанією Phillips Petroleum. При цьому роботи безпосередньо провадились через Western Desert Petroleum Company (WEPCO) – спеціалізовану компанію-оператора, створену на паритетних засадах Phillips Petroleum та місцевою державною Egyptian General Petroleum Corporation (EGPC) після відкриття згаданого вище родовища Аламейн. Угода між Єгиптом та Phillips Petroleum, як і ціла низка інших концесійних угод першого етапу залучення іноземних інвесторів до єгипетської нафтогазової галузі, належала до типу «угод про розподіл витрат» (cost sharing agreement). Відповідно до неї за умови здійснення комерційного відкриття EGPC ставала учасником проєкту та мала відшкодовувати відповідну частку витрат (тобто 50%), при цьому єгипетська держава отримувала свої доходи внаслідок сплати інвестором податків у розмірі до половини свого прибутку.
В 1972-му Phillips Petroleum відступила 30% від своєї частки (та, відповідно, 15% у WEPCO) на користь іспанської La Sociedad Hispánica de Petróleos (Hispanoil), що з 1987-го стала частиною корпорації Repsol. В 1993-му Repsol викупив у Phillips Petroleum всі її права на блок та став єдиним інвестором (і власником 50% WEPCO).
В 2001-му Repsol продав свої права на блок Умбарка американській компанії Apache. До 2003-го розробка продовжувалась через WEPCO, після чого цю функцію перебрала на себе Khalda Petroleum, яка виступала компанією-оператором Apache та EGPC для сусіднього блоку Хальда. При цьому остання вже діє відповідно до сучасного типу єгипетських концесійних договорів – «угоди про розподіл продукції» (production sharing agreement), за якими 100% витрат несе інвестор (але при цьому всі податки за нього сплачує єгипетська сторона). 

## Розробка родовища
Роботи із розробки родовища почались ще у 1976 році.
Довлі довго – до 1986-го –  Умбарака не мало повноцінної транспортної інфраструктури, якою у підсумку став трубопровід завдовжки 60 км та діаметром 200 мм до родовища Мелейха, звідки незадовго перед тим проклали головний експортний нафтопровід Мелейха – Ель-Хамра. Надалі до Умбарака за допомогою перемички завдовжки 20 км та діаметром 200 мм під’єднали установку підготовки родовища Хепрі, яка обслуговувала блок Умбарака-Південь, крім того, через Хепрі організували надходження нафти з родовищ басейну Фагур. 
Як для Єгипту, Умбарака є доволі великим родовищем – станом на 2008 рік з нього видобули 33 млн барелів нафти, проте його основні запаси були вилучені доволі швидко і станом на 2001 рік Умбарака продукувало лише 1135 барелів на добу.
Втім, Apache продовжували заходи із розробки родовища і станом на 2008 рік пробурила тут 137 свердловин, що, зокрема, дозволило реалізувати програму підвищення нафтовилучення шляхом заводнення формації Бахарія та досягнути видобутку на рівні 15 тисяч барелів на добу. При цьому у середині 2000-х років взялись за прокладання другої нитки Умбарака – Мелейха таким саме діаметром 200 мм.
У 2010-х роках на Умбарака пробурили щонайменше одну горизонтальну свердловину.